# Aleksi 13
Aleksi 13 var ett varuhus i Helsingfors och en finländsk modekedja som grundades år 1967 i Helsingfors. Aleksi 13 ägs av L-Fashion Group (Luhta Sportswear Company). Kedjans främsta syfte var att fungera som ett inhemskt alternativ till utländska modekedjor i Finland. I slutet av år 2023 fanns det fem Aleksi 13-butiker i landet.
År 2023 berättade Luhta att företaget lägger ner Aleksi 13-kedjan.

## Historia
Den första Aleksi 13-butiken öppnades i augusti 1967 i Helsingfors. Kedjans namn syftar till den första butikens adress på Alexandersgatan 13. Fram till 2021 fanns kedjans flaggskeppsbutik här i Lundqvists affärspalats, ritat av Selim A. Lindqvist och invigt år 1900.
På 1990-talet såldes Aleksi 13 till Kesko, och 2001 sålde Kesko kedjan vidare till L-Fashion Group. Den nya ägaren började byta ut Aleksi 13-butiker till butiker i den egna kedjan O.i.s men ett par år senare byttes butikerna tillbaka till Aleksi 13. Under 2010-talet började man stänga butiker runt om i Finland eller omvandla dem till Luhtas butiker. År 2013 fanns det fortfarande 34 butiker på 27 orter, men år 2023 fanns endast fem butiker kvar i huvudstadsregionen. 2025 hade alla butiker stängts och verksamheten avslutats.
Tidigare fanns det Aleksi 13-butiker även i Björneborg, Kervo, Joensuu, Jyväskylä, Karleby, Kempele, Kotka, Kouvola, Kuopio, Lahtis, Lembois, Raumo, Rovaniemi, Seinäjoki, Tammerfors, Tavastehus, Torneå, Uleåborg, Vasa, Varkaus, Vichtis, Villmanstrand, Ylöjärvi och Åbo.